# Seebrücke Zinnowitz

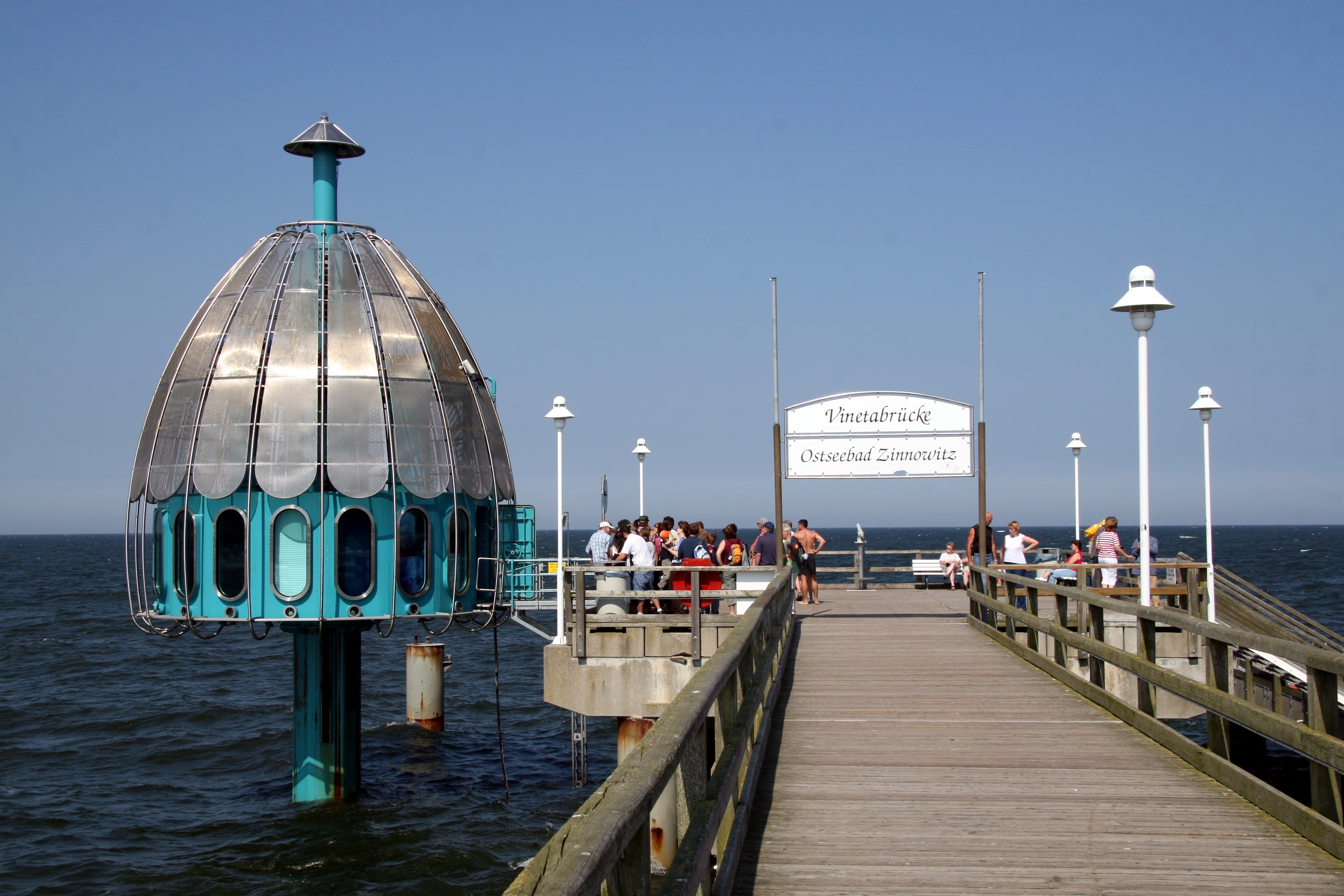
Die Seebrücke in Zinnowitz mit Tauchglocke (2007)

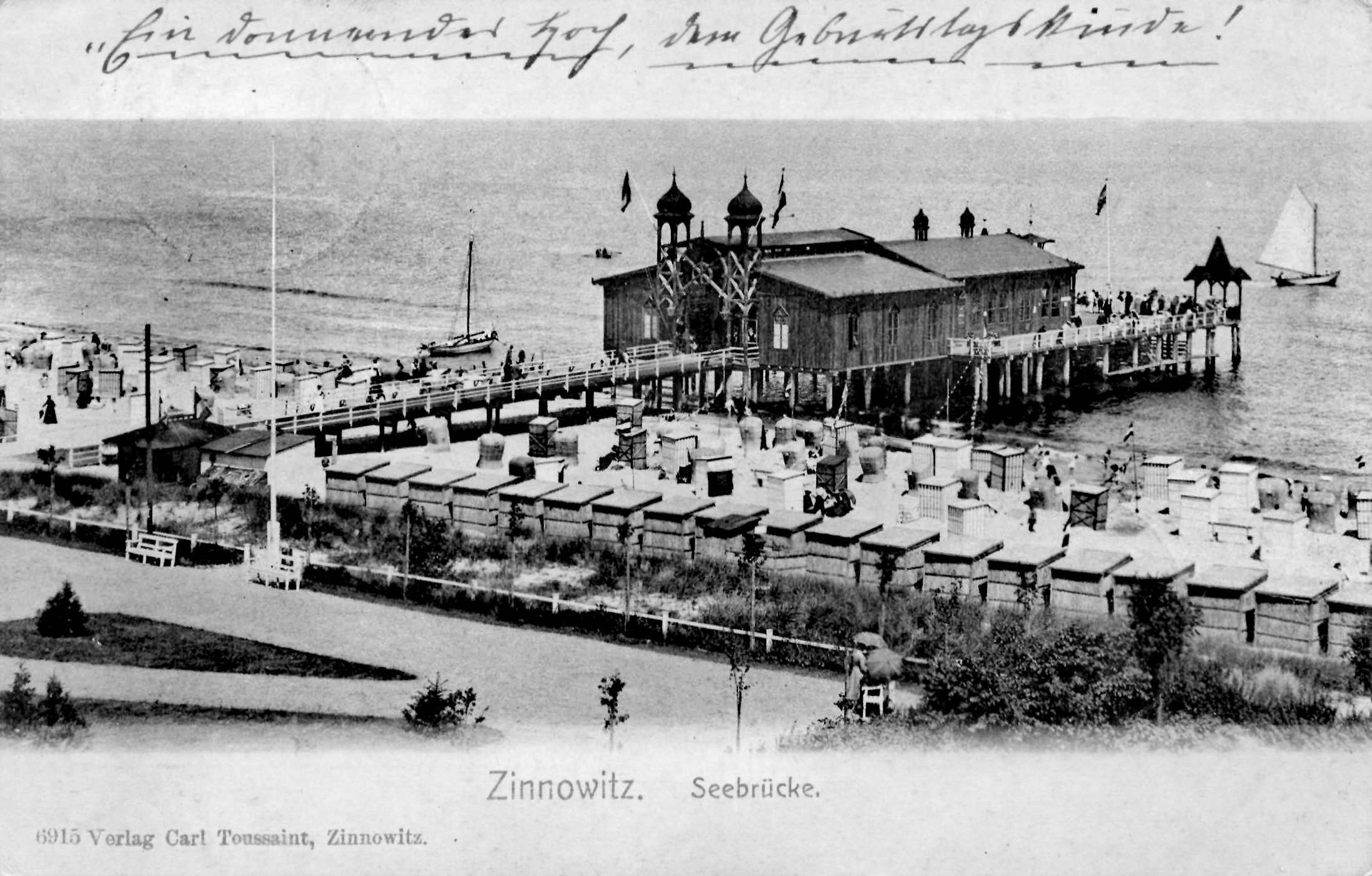
Seebrücke (1906)

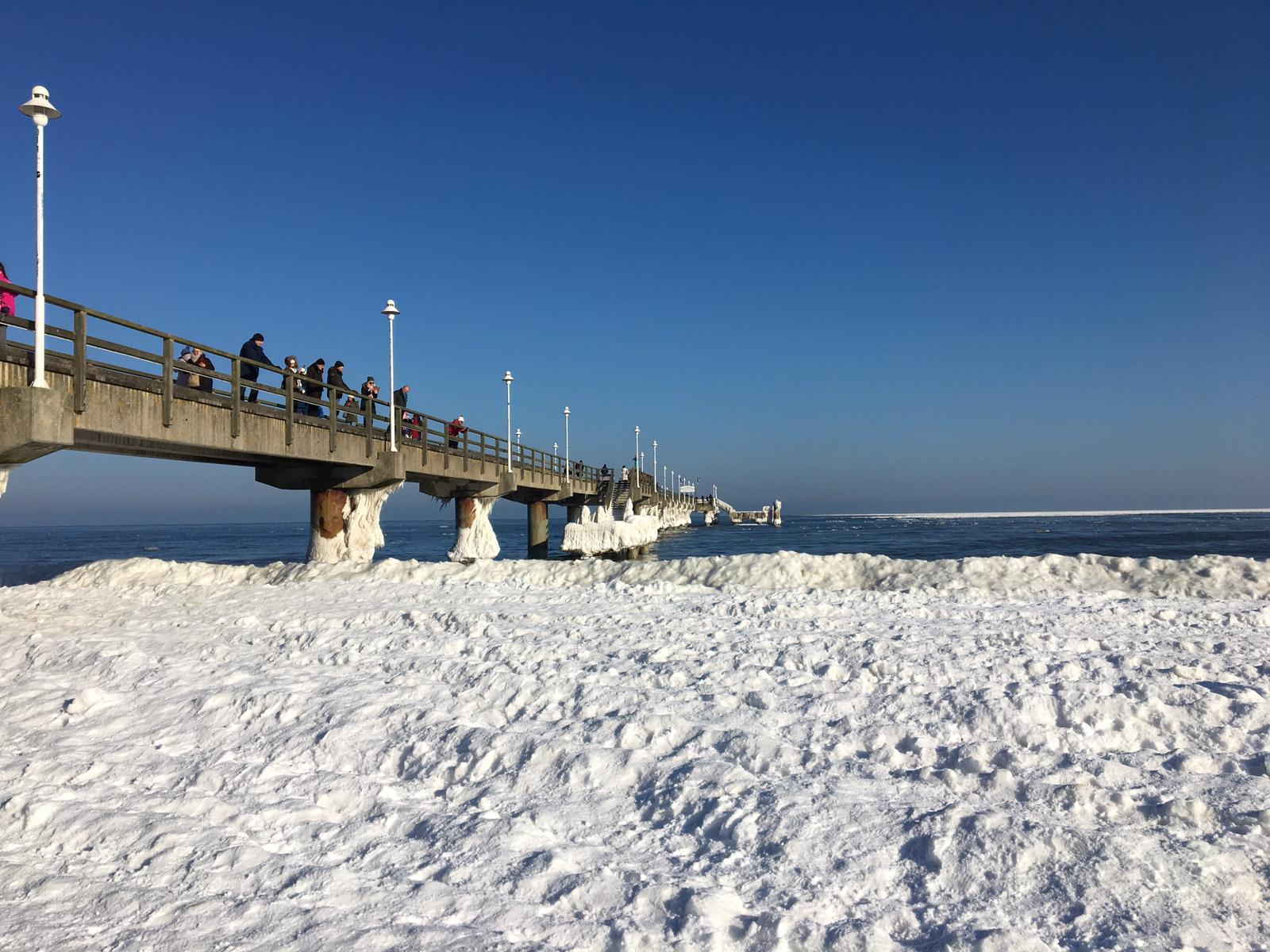
Seebrücke Zinnowitz im Winter 2021

Die Seebrücke Zinnowitz ist eine Seebrücke im Ostseebad Zinnowitz auf Usedom an der Ostsee.

## Geschichte
Im Jahr 1897 wurde in Zinnowitz ein Steg errichtet, der der Beförderung von Touristen per Schiff diente. Von diesem mussten die Touristen per Boot zu den Schiffen gebracht werden. Im Jahr 1908 wurde dann auch in Zinnowitz eine Seebrücke errichtet; die Brücke wurde im Jahr 1909 um etwa 350 Meter verlängert. Nach Umbauten und Erweiterungen, so kam ein Brückenhaus hinzu, konnten hier auch die im Liniendienst verkehrenden Schnelldampfer anlegen. Da die Brücke im Winter 1941/42 aufgrund von Eisgang zerstört worden ist, wurden die Reste in den 1950er Jahren abgetragen.
Im Herbst 1993 wurde die heutige, 315 Meter lange und über zwei Plattformen verfügende Brücke mit dem Namen Vineta eingeweiht. Im Jahr 2006 wurde am Ende der Brücke eine Tauchgondel installiert.